# 鴨池

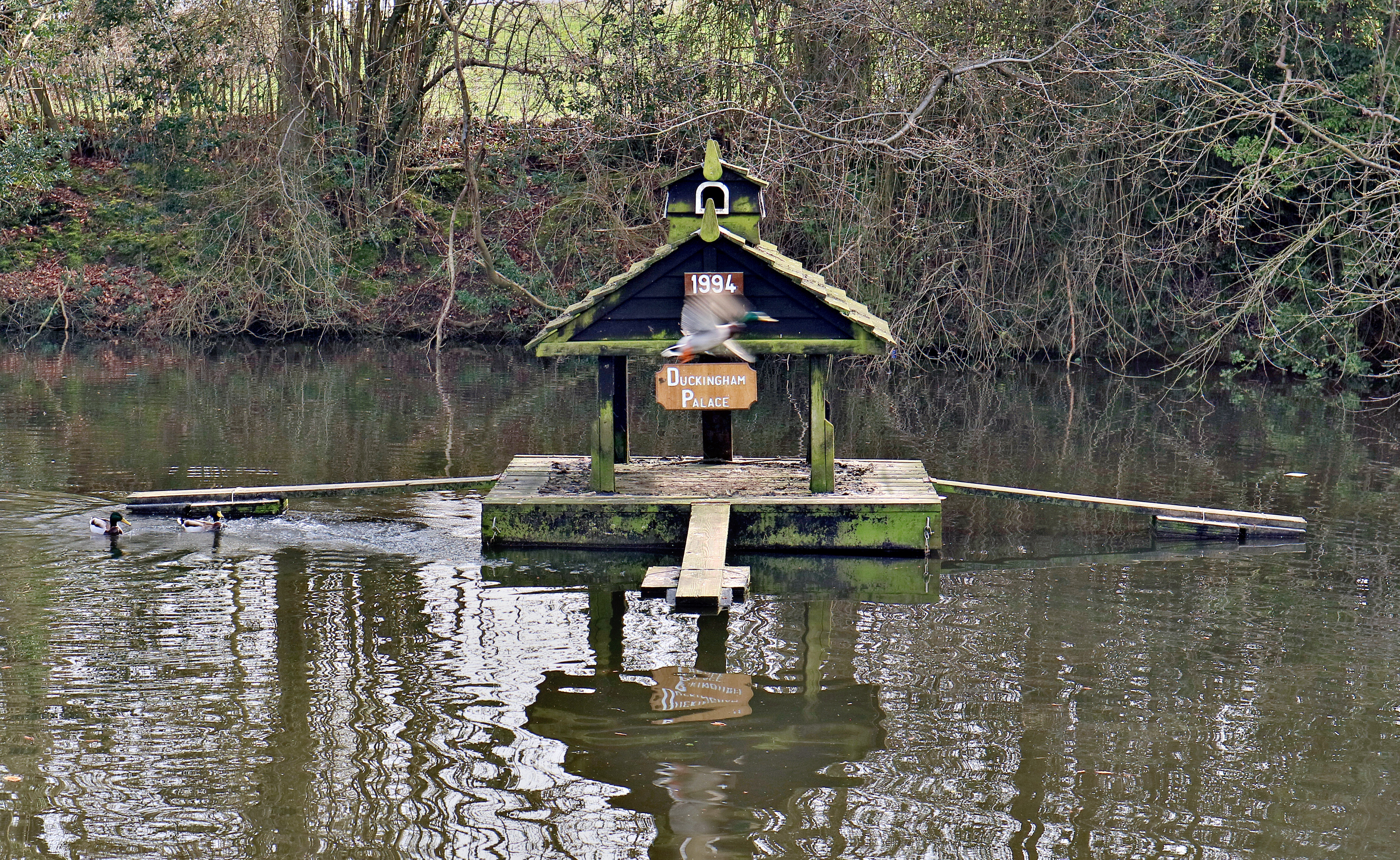
アヒル池の一例

鴨池（かもいけ）、アヒル池（アヒルいけ、英語: duck pond）は、庭園その他に鴨やアヒルや他の水鳥生息のために設けた池、水辺。
アヒルの池は池水を使用して水浴したり飲んだりする水鳥やその他鳥の生息地を提供することで、そうした鳥類の鑑賞を目的ともしている。
日本では、浜離宮恩賜庭園などにある、皇室の狩猟場としての役割を担った鴨場が知られるが、新宿御苑が植物御苑の時代に現在にもある日本庭園に鴨池を設けていた。御苑にあった池の場合、鴨を狩るための池は丸型で行き止まり水路をいくつか設けている。
東京都世田谷区にある高源院庭園に烏山の鴨池と呼ばれる弁天池がある。
世田谷区と区民が選んだ「せたがや百景」にも、「烏山の鴨池」として選ばれている。
日本の鴨池の場合、18世紀後期に確立された手法があり必ず中島を設けるが、これは鴨は中島のある池を好んで越冬にやってくるため、そこに餌付けしたおとりのアヒルを飼い、合図をするとおとりアヒルが多数設けた水路に入っていき、そうすると鴨はそのあとをついていってしまうのである。水路両脇を土手で固めていて、鴨には安心できるようであるが、突き当たりの土手に監視小屋が設けてあって、水路両脇の土手に網をしかけ、ころ合いを見計らってまよい込んだ鴨を一網打尽で捕らえるのである。